# Jeanette Milde
Jeanette Milde, född 1964 i Malmköping, är en svensk illustratör och författare. Hon är uppvuxen i Upplands-Väsby. Bor i Nacka. Milde har gått fyra år på Berghs School of Communications, bland annat grafisk formgivning och illustration, samt ett år på handbokbinderilinjen vid Leksands hantverksskola. Milde har också gått "Bilderböcker för barn" på Högskolan för Design och Konsthantverk, HDK.

## Priser och utmärkelser
- 2002 - Elsa Beskow-plaketten[1]
- 2004 - Rabén och Sjögrens bilderbokstävling